# 阿儿巴
阿儿巴（波斯語：‎，羅馬化：Arpa Ke'un，或称Gawon；？—1336年），蒙古人，阿里不哥之玄孙，明里·帖木兒曾孙，米因罕之孙，索塞之子。伊兒汗國的君主。
不賽因死後无嗣，伊兒汗國陷於分裂局面，阿儿巴乘机继位，汗位從旭烈兀系轉移到阿里不哥系。但是他已经不能控制汗国的势力和钦察汗国的攻击，1336年，阿儿巴被一位反叛的地方长官打败杀死。
伊兒汗國的拖雷系15任可汗，全部都是拖雷本人及其的直系後裔。
- 旭烈兀系佔14人，為旭烈兀本人及其直系後裔；
- 阿里不哥系佔1人，即阿爾巴。